# Красимир Кръстев (колоездач)
Вижте пояснителната страница за други личности с името Красимир Кръстев.
Красимир Илиев Кръстев е български спортист (колоездач, майстор на спорта), спортен функционер (колоездене, хокей на лед, футбол) и общественик.

## Биография
Роден е на 25 юли 1953 г. Син е на легендарния сливенски колоездач заслужилия майстор на спорта Илия Кръстев.
Красимир Кръстев е майстор на спорта по колоездене, бил е състезател на Армейско физкултурно дружество „Сливен" и АСШ „Сливен“.
Завършил е висше образование във Висшия институт за физическа култура „Георги Димитров“ в София, магистър е по организация и управление на физическата култура.
Работи като учител по физическо възпитание и спорт в VII ОУ „Панайот Хитов“ в Сливен (1979), от 1981 г. е методист в Окръжния съвет на Българския съюз за физическа култура и спорт, а след това е завеждащ отдел „Методичен“. Заема длъжността директор на Дирекция „Детско-юношески спорт“ в Сливен от 1984 г.
Става секретар на Българския футболен съюз (БФС) в Сливен (1985). Председател е на Областния съвет на БФС от 1989 г. Съосновател е на спортно училище „Димитър Рохов“ в Сливен.
От 2006 г. е председател на Управителния съвет на сдружение „Асоциация на спортните клубове и социалния туризъм в община Сливен“, председател на Управителния съвет на сдружение Областен клуб „Спорт в училище Сливен 06“ и заместник-председател на Българската асоциация „Спорт за учащи“ (БАСУ) в София.
През 2010 г. е избран за председател на Българската федерация по хокей на лед (БФХЛ). От 2013 г. е главен координатор на БФС за цяла България. Председател е на Колоездачен клуб „Сините камъни“ в Сливен към 2014 г.
От 2007 до 2011 г. е общински съветник в Общинския съвет в Сливен, както и председател на Общинската комисия за децата, младежта и спорта. Кандидат е (№ 8 при 6 мандата от МИР) в листата на ГЕРБ (гражданска квота) в Сливен за парламентарните избори през 2014 г. Става председател на общинската структура на ПП „Движение 21“ и неин кандидат за кмет на община Сливен в местните избори през 2015 г. Независим общински съветник в Сливен към 2018 г.

## Награди
- „Златна значка“ от БФС със заслуги за развитието на детско-юношеския футбол в България
- Награда за заслуги за развитието на спорта в Сливен и страната (09.08.2013), връчена от Кольо Милев, кмет на община Сливен
- Майстор на спорта по колоездене